# Amtsrichterverband
Amtsrichterverband e.V. (ARV; pełna nazwa: Verband zur Förderung der Rechtspflege und der Unabhängigkeit von Richtern am Amtsgericht e.V.) – niemieckie stowarzyszenie skupiające wyłącznie sędziów niemieckich sądów rejonowych (głównie z landów Nadrenia Północna-Westfalia, Bawaria i Badenia-Wirtembergia).

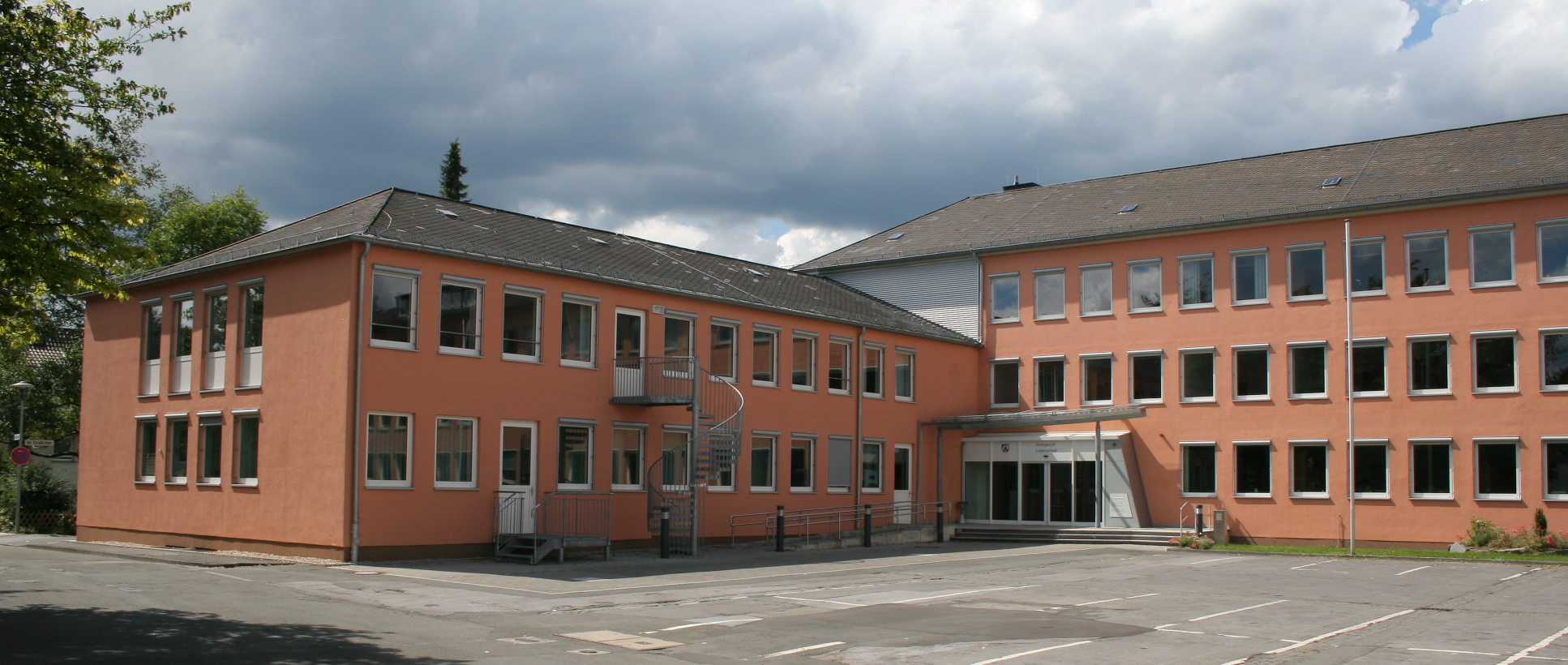
Amtsgericht w Lüdenscheid, gdzie na co dzień pracują prezes i skarbnik ARV

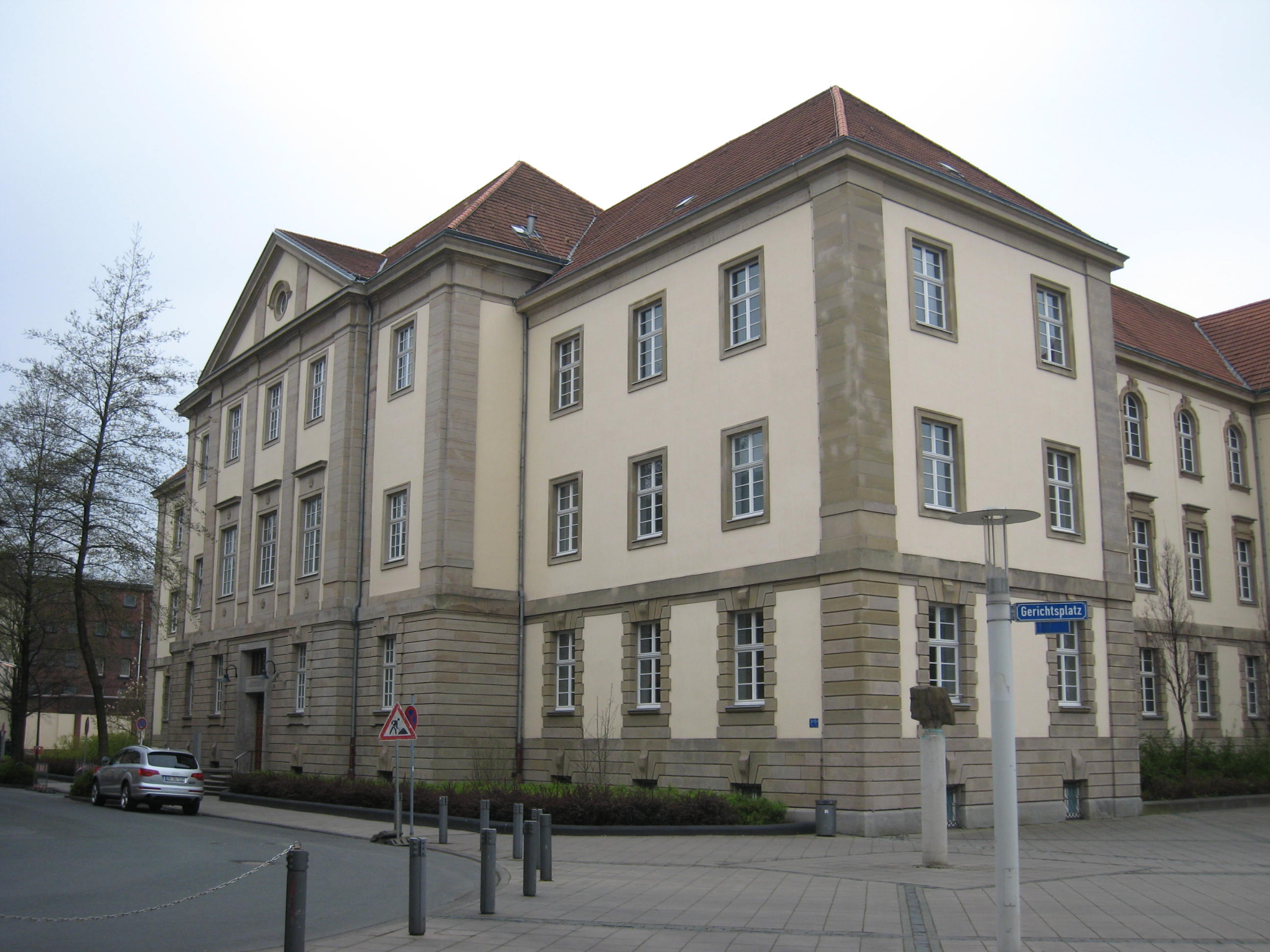
Amtsgericht w Dortmundzie

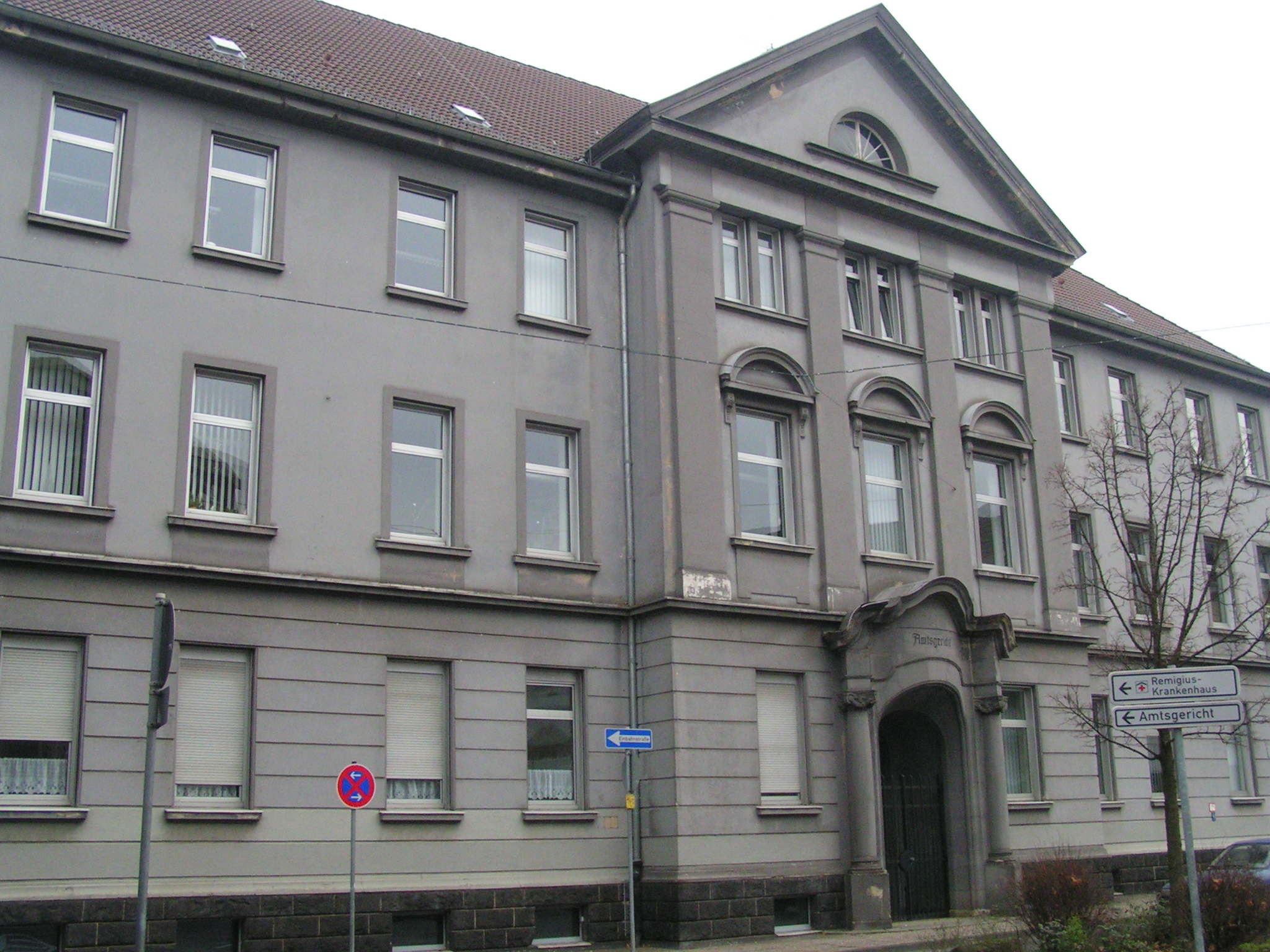
Amtsgericht w Leverkusen

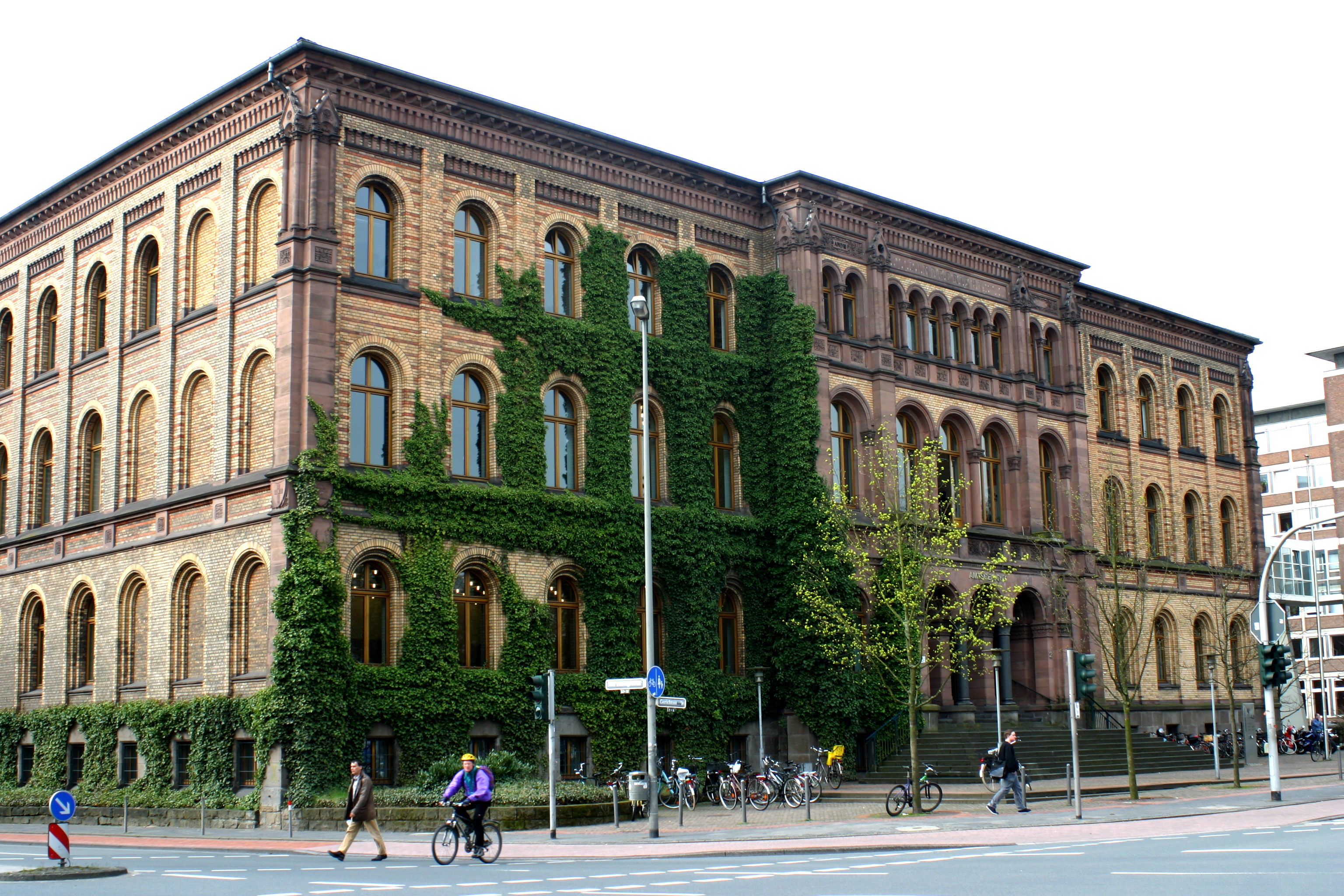
Amtsgericht w Münster

## Działalność
Powstało 11 grudnia 2003 w Karlsruhe, tam też mieści się jego główna siedziba (sekretariat w Münster). Faktyczną działalność rozpoczęto 1 stycznia 2004. Statut ARV, nowelizowany 18 października 2007, liczy 16 paragrafów. Organami ARV są zarząd (§§ 7-10) oraz walne zgromadzenie członków (§§ 11-14).
Członkami stowarzyszenia nie mogą być prezesi sądów ani członkowie innych stowarzyszeń sędziowskich (§ 3). Coroczna składka członkowska wynosi 40 €.
Zarząd wybierany jest na 2-letnią kadencję. Przedterminowe zakończenie udziału w zarządzie może nastąpić poprzez:
- śmierć,
- pisemną rezygnację,
- wykluczenie głosami co najmniej połowy zarządu,
- wykluczenie głosami co najmniej 40% członków.

Głównymi celami statutowymi stowarzyszenia są opieka prawna dla sędziów oraz stanie na straży niezawisłości sędziowskiej. Zgodnie z przepisami przejściowymi i końcowymi (§ 16), w przypadku rozwiązania ARV, cały jego majątek przejdzie na rzecz Niemieckiego Komitetu UNICEF z siedzibą w Kolonii.
ARV reprezentuje interesy swoich członków w konfrontacji z organami władzy publicznej, publikuje opinie do orzeczeń (Stellungnahmen) oraz wydaje oświadczenia prasowe, głównie na temat bieżących projektów prawodawczych i samorządu sędziowskiego (Presseerklärungen). Prowadzi stałą współpracę z ogólnoniemieckim stowarzyszeniem sędziów i prokuratorów Deutscher Richterbund (DRB) oraz Neue Richtervereinigung.
Uczestniczył w dyskusji publicznej nad działalnością Deutsches Jugendamt. Członkowie stowarzyszenia regularnie publikują w „Deutsche Richterzeitung” (DRiZ).

### Zarząd
- prezes: RiAG[4] Dietmar Wirsik, Amtsgericht Lüdenscheid,
- zastępca prezesa: RiAG Martin Klein, Amtsgericht Iserlohn,
- członek zarządu: RiAG Christoph Schaust, Amtsgericht Rastatt,
- skarbnik: RiAG Johannes Kirchhoff, Amtsgericht Lüdenscheid.